# غوبيلوفينا (كونييتش)
غوبيلوفينا (بالإنجليزية: Gobelovina)‏ بالكيريلية (Гобеловина) هي قرية في بلدية كونييتش التابعة للبوسنة والهرسك.